# Németország az olimpiai játékokon

1896–1912

1928–1932

1936

1952, 1990–

Saar-vidék (1952)

Egyesült Német Csapat (1956–1964)

NSZK (1968–1988)

NDK (1968–1988)

Németország képviseltette magát már az első, 1896-os olimpiai játékokon is, azóta a legtöbb olimpián a német sportolók részt vettek, de az ország történelme miatt többször is nem az egységes Németország olimpiai csapatának tagjaiként.
A német sportolók nem lehettek jelen az 1920-as és az 1924-es olimpián, mert az első világháború vesztes országaként nem kaptak meghívást a sportünnepre. A második világháború után hiányoztak az 1948-as téli és nyári játékokról, ekkor már két Németország, a Német Szövetségi Köztársaság (NSZK – Nyugat-Németország) és a Német Demokratikus Köztársaság (NDK – Kelet-Németország) létezett. Az NSZK az 1952-es játékokon mint Németország vett részt, viszont nem vett részt az 1980-as moszkvai olimpián, az NDK pedig hiányzott az 1952-es és az 1984-es nyári, valamint az 1952-es téli olimpiáról.
A második világháború után létrejött még egy állam Németország területén, a Saar-vidék. A rövid életű állam (1947-től 1956-ig volt független) saját csapatot indított az 1952-es olimpián. Saar-vidék 1956 után az NSZK része lett.
A kettéosztott Németország hat olimpián közös csapatot indított Egyesült Német Csapat néven.
Az 1990-es német újraegyesítést követően létrejövő egységes ország az azóta megrendezett valamennyi játékokon képviseltette magát.
Németország eddig három olimpiának volt a házigazdája:
- 1936. évi téli olimpiai játékok, Garmisch-Partenkirchen
- 1936. évi nyári olimpiai játékok, Berlin
- 1972. évi nyári olimpiai játékok, München

A német sportolók eddig 1681 érmet szereztek az olimpiák során (ami a második legtöbb az Amerikai Egyesült Államok után), ebből 782-t az egységes Németország színeiben. Legeredményesebb sportágaik a nyári játékokon a kajak-kenu, a lovaglás és az evezés, a télieken pedig a biatlon és a gyorskorcsolya.
A Német Olimpiai Sportszövetség 1895-ben alakult meg, a NOB még ebben az évben felvette tagjai közé, jelenlegi elnöke Thomas Bach.

## Éremtáblázatok
Az alábbi táblázatok összesítik Németország (GER), a Német Demokratikus Köztársaság (NDK), a Német Szövetségi Köztársaság (NSZK), az Egyesült Német Csapat (EUA) és a Saar-vidék (SAA) nyári illetve téli olimpiákon elért dobogós helyezéseit.

### Érmek a nyári olimpiai játékokon
| Németország érmei a nyári olimpiai játékokon | Németország érmei a nyári olimpiai játékokon | Németország érmei a nyári olimpiai játékokon | Németország érmei a nyári olimpiai játékokon | Németország érmei a nyári olimpiai játékokon | Az olimpiai zászlaja |
| -------------------------------------------- | -------------------------------------------- | -------------------------------------------- | -------------------------------------------- | -------------------------------------------- | -------------------- |
| Olimpia                                      | Arany                                        | Ezüst                                        | Bronz                                        | Összesen                                     | Részvétel            |
| 1896, Athén                                  | 6                                            | 5                                            | 2                                            | 13                                           | GER                  |
| 1900, Párizs                                 | 4                                            | 2                                            | 2                                            | 8                                            | GER                  |
| 1904, St. Louis                              | 4                                            | 4                                            | 5                                            | 13                                           | GER                  |
| 1908, London                                 | 3                                            | 5                                            | 5                                            | 13                                           | GER                  |
| 1912, Stockholm                              | 5                                            | 13                                           | 7                                            | 25                                           | GER                  |
| 1920, Antwerpen                              | nem vett részt                               | nem vett részt                               | nem vett részt                               | nem vett részt                               | GER                  |
| 1924, Párizs                                 | nem vett részt                               | nem vett részt                               | nem vett részt                               | nem vett részt                               | GER                  |
| 1928, Amszterdam                             | 10                                           | 7                                            | 14                                           | 31                                           | GER                  |
| 1932, Los Angeles                            | 3                                            | 12                                           | 5                                            | 20                                           | GER                  |
| 1936, Berlin                                 | 33                                           | 26                                           | 30                                           | 89                                           | GER                  |
| 1948, London                                 | nem vett részt                               | nem vett részt                               | nem vett részt                               | nem vett részt                               | GER                  |
| 1952, Helsinki                               | 0                                            | 7                                            | 17                                           | 24                                           | GER                  |
| 1952, Helsinki                               | 0                                            | 0                                            | 0                                            | 0                                            | SAA                  |
| 1952, Helsinki                               | nem vett részt                               | nem vett részt                               | nem vett részt                               | nem vett részt                               | NDK                  |
| 1956, Melbourne és Stockholm                 | 6                                            | 13                                           | 7                                            | 26                                           | EUA                  |
| 1960, Róma                                   | 12                                           | 19                                           | 11                                           | 42                                           | EUA                  |
| 1964, Tokió                                  | 10                                           | 22                                           | 18                                           | 50                                           | EUA                  |
| 1968, Mexikóváros                            | 5                                            | 11                                           | 10                                           | 26                                           | NSZK                 |
| 1968, Mexikóváros                            | 9                                            | 9                                            | 7                                            | 25                                           | NDK                  |
| 1972, München                                | 13                                           | 11                                           | 16                                           | 40                                           | NSZK                 |
| 1972, München                                | 20                                           | 23                                           | 23                                           | 66                                           | NDK                  |
| 1976, Montreal                               | 10                                           | 12                                           | 17                                           | 39                                           | NSZK                 |
| 1976, Montreal                               | 40                                           | 25                                           | 25                                           | 90                                           | NDK                  |
| 1980, Moszkva                                | nem vett részt                               | nem vett részt                               | nem vett részt                               | nem vett részt                               | NSZK                 |
| 1980, Moszkva                                | 47                                           | 37                                           | 42                                           | 126                                          | NDK                  |
| 1984, Los Angeles                            | 17                                           | 19                                           | 23                                           | 59                                           | NSZK                 |
| 1984, Los Angeles                            | nem vett részt                               | nem vett részt                               | nem vett részt                               | nem vett részt                               | NDK                  |
| 1988, Szöul                                  | 11                                           | 14                                           | 15                                           | 40                                           | NSZK                 |
| 1988, Szöul                                  | 37                                           | 35                                           | 30                                           | 102                                          | NDK                  |
| 1992, Barcelona                              | 33                                           | 21                                           | 28                                           | 82                                           | GER                  |
| 1996, Atlanta                                | 20                                           | 18                                           | 27                                           | 65                                           | GER                  |
| 2000, Sydney                                 | 13                                           | 17                                           | 26                                           | 56                                           | GER                  |
| 2004, Athén                                  | 13                                           | 16                                           | 20                                           | 49                                           | GER                  |
| 2008, Peking                                 | 16                                           | 11                                           | 14                                           | 41                                           | GER                  |
| 2012, London                                 | 11                                           | 20                                           | 13                                           | 44                                           | GER                  |
| 2016, Rio de Janeiro                         | 17                                           | 10                                           | 15                                           | 42                                           | GER                  |
| 2020, Tokió                                  | 10                                           | 11                                           | 16                                           | 37                                           | GER                  |
| Összesen (GER)                               | 201                                          | 205                                          | 246                                          | 652                                          |                      |
| Összesen (NDK)                               | 153                                          | 129                                          | 127                                          | 409                                          |                      |
| Összesen (NSZK)                              | 56                                           | 67                                           | 81                                           | 204                                          |                      |
| Összesen (EUA)                               | 28                                           | 54                                           | 36                                           | 118                                          |                      |
| Összesen                                     | 438                                          | 455                                          | 490                                          | 1383                                         |                      |

### Érmek a téli olimpiai játékokon
| Németország érmei a téli olimpiai játékokon | Németország érmei a téli olimpiai játékokon | Németország érmei a téli olimpiai játékokon | Németország érmei a téli olimpiai játékokon | Németország érmei a téli olimpiai játékokon | Az olimpiai zászlaja |
| ------------------------------------------- | ------------------------------------------- | ------------------------------------------- | ------------------------------------------- | ------------------------------------------- | -------------------- |
| Olimpia                                     | Arany                                       | Ezüst                                       | Bronz                                       | Összesen                                    | Részvétel            |
| 1924, Chamonix                              | nem vett részt                              | nem vett részt                              | nem vett részt                              | nem vett részt                              | GER                  |
| 1928, St. Moritz                            | 0                                           | 0                                           | 1                                           | 1                                           | GER                  |
| 1932, Lake Placid                           | 0                                           | 0                                           | 2                                           | 2                                           | GER                  |
| 1936, Garmisch-Partenkirchen                | 3                                           | 3                                           | 0                                           | 6                                           | GER                  |
| 1948, St. Moritz                            | nem vett részt                              | nem vett részt                              | nem vett részt                              | nem vett részt                              | GER                  |
| 1952, Oslo                                  | 3                                           | 2                                           | 2                                           | 7                                           | GER                  |
| 1952, Oslo                                  | nem vett részt                              | nem vett részt                              | nem vett részt                              | nem vett részt                              | NDK                  |
| 1956, Cortina d'Ampezzo                     | 1                                           | 0                                           | 1                                           | 2                                           | EUA                  |
| 1960, Squaw Valley                          | 4                                           | 3                                           | 1                                           | 8                                           | EUA                  |
| 1964, Innsbruck                             | 3                                           | 3                                           | 3                                           | 9                                           | EUA                  |
| 1968, Grenoble                              | 2                                           | 2                                           | 3                                           | 7                                           | NSZK                 |
| 1968, Grenoble                              | 1                                           | 2                                           | 2                                           | 5                                           | NDK                  |
| 1972, Szapporo                              | 3                                           | 1                                           | 1                                           | 5                                           | NSZK                 |
| 1972, Szapporo                              | 4                                           | 3                                           | 7                                           | 14                                          | NDK                  |
| 1976, Innsbruck                             | 2                                           | 5                                           | 3                                           | 10                                          | NSZK                 |
| 1976, Innsbruck                             | 7                                           | 5                                           | 7                                           | 19                                          | NDK                  |
| 1980, Lake Placid                           | 0                                           | 2                                           | 3                                           | 5                                           | NSZK                 |
| 1980, Lake Placid                           | 9                                           | 7                                           | 7                                           | 23                                          | NDK                  |
| 1984, Szarajevó                             | 2                                           | 1                                           | 1                                           | 4                                           | NSZK                 |
| 1984, Szarajevó                             | 9                                           | 9                                           | 6                                           | 24                                          | NDK                  |
| 1988, Calgary                               | 2                                           | 4                                           | 2                                           | 8                                           | NSZK                 |
| 1988, Calgary                               | 9                                           | 10                                          | 6                                           | 25                                          | NDK                  |
| 1992, Albertville                           | 10                                          | 10                                          | 6                                           | 26                                          | GER                  |
| 1994, Lillehammer                           | 9                                           | 7                                           | 8                                           | 24                                          | GER                  |
| 1998, Nagano                                | 12                                          | 9                                           | 8                                           | 29                                          | GER                  |
| 2002, Salt Lake City                        | 12                                          | 16                                          | 8                                           | 36                                          | GER                  |
| 2006, Torino                                | 11                                          | 12                                          | 6                                           | 29                                          | GER                  |
| 2010, Vancouver                             | 10                                          | 13                                          | 7                                           | 30                                          | GER                  |
| 2014, Szocsi                                | 8                                           | 6                                           | 5                                           | 19                                          | GER                  |
| 2018, Phjongcshang                          | 14                                          | 10                                          | 7                                           | 31                                          | GER                  |
| 2022, Peking                                | 12                                          | 10                                          | 4                                           | 26                                          | GER                  |
| Összesen (GER)                              | 104                                         | 98                                          | 64                                          | 266                                         |                      |
| Összesen (NDK)                              | 39                                          | 36                                          | 35                                          | 110                                         |                      |
| Összesen (NSZK)                             | 11                                          | 15                                          | 13                                          | 39                                          |                      |
| Összesen (EUA)                              | 8                                           | 6                                           | 5                                           | 19                                          |                      |
| Összesen                                    | 162                                         | 155                                         | 117                                         | 434                                         |                      |

## Érmek sportáganként
Az alábbi táblázatok tartalmazzák a német sportolók által szerzett érmeket sportáganként, amelyeket az egységes Németország színeiben nyertek, és nem tartalmazzák az Egyesült Német Csapat, Kelet- és Nyugat-Németország érmeit.

### Érmek anyári olimpiai játékokonsportáganként
| Németország érmei a nyári olimpiai játékokon sportáganként | Németország érmei a nyári olimpiai játékokon sportáganként | Németország érmei a nyári olimpiai játékokon sportáganként | Németország érmei a nyári olimpiai játékokon sportáganként | Az olimpiai zászlaja |

| Sportág       | Arany | Ezüst | Bronz | Összesen |
| ------------- | ----- | ----- | ----- | -------- |
| Kajak-kenu    | 28    | 16    | 19    | 63       |
| Lovaglás      | 23    | 11    | 12    | 46       |
| Evezés        | 21    | 13    | 14    | 48       |
| Atlétika      | 16    | 24    | 37    | 77       |
| Úszás         | 13    | 19    | 29    | 61       |
| Torna         | 13    | 11    | 13    | 37       |
| Kerékpározás  | 13    | 14    | 15    | 42       |
| Sportlövészet | 7     | 8     | 5     | 20       |
| Súlyemelés    | 6     | 7     | 7     | 20       |
| Vívás         | 5     | 7     | 9     | 21       |
| Birkózás      | 4     | 12    | 8     | 24       |
| Ökölvívás     | 4     | 9     | 9     | 22       |
| Vitorlázás    | 3     | 4     | 4     | 11       |
| Gyeplabda     | 4     | 2     | 2     | 8        |
| Cselgáncs     | 3     | 2     | 12    | 17       |
| Műugrás       | 2     | 8     | 10    | 20       |
| Tenisz        | 2     | 5     | 2     | 9        |
| Öttusa        | 2     | 0     | 1     | 3        |
| Vízilabda     | 1     | 2     | 0     | 3        |
| Kézilabda     | 1     | 1     | 0     | 2        |
| Triatlon      | 1     | 1     | 0     | 2        |
| Asztalitenisz | 0     | 2     | 3     | 5        |
| Íjászat       | 0     | 1     | 1     | 2        |
| Rögbi         | 0     | 1     | 0     | 1        |
| Taekwondo     | 0     | 1     | 1     | 2        |
| Labdarúgás    | 0     | 0     | 3     | 3        |
| Röplabda      | 1     | 0     | 1     | 2        |
| Összesen      | 173   | 181   | 217   | 571      |

A fenti táblázat nem tartalmaz egy arany- és egy ezüstérmet, melyet a német sportolók nyertek műkorcsolyában az 1908-as nyári játékokon.

### Érmek atéli olimpiai játékokonsportáganként
| Németország érmei a téli olimpiai játékokon sportáganként | Németország érmei a téli olimpiai játékokon sportáganként | Németország érmei a téli olimpiai játékokon sportáganként | Németország érmei a téli olimpiai játékokon sportáganként | Az olimpiai zászlaja |

| Sportág          | Arany | Ezüst | Bronz | Összesen |
| ---------------- | ----- | ----- | ----- | -------- |
| Biatlon          | 16    | 20    | 9     | 45       |
| Szánkó           | 15    | 9     | 7     | 31       |
| Gyorskorcsolya   | 13    | 15    | 10    | 38       |
| Alpesisí         | 12    | 7     | 7     | 26       |
| Bob              | 10    | 5     | 6     | 21       |
| Síugrás          | 5     | 3     | 1     | 9        |
| Műkorcsolya      | 3     | 2     | 3     | 8        |
| Sífutás          | 2     | 9     | 4     | 15       |
| Északi összetett | 2     | 4     | 3     | 9        |
| Snowboard        | 1     | 3     | 1     | 5        |
| Szkeleton        | 0     | 1     | 1     | 2        |
| Síakrobatika     | 0     | 1     | 0     | 1        |
| Jégkorong        | 0     | 0     | 1     | 1        |
| Összesen         | 79    | 79    | 53    | 211      |

A fenti táblázat tartalmaz egy arany- és egy ezüstérmet, melyet a német sportolók nyertek műkorcsolyában az 1908-as nyári játékokon.